# Miguel José de Almeida Pernambuco

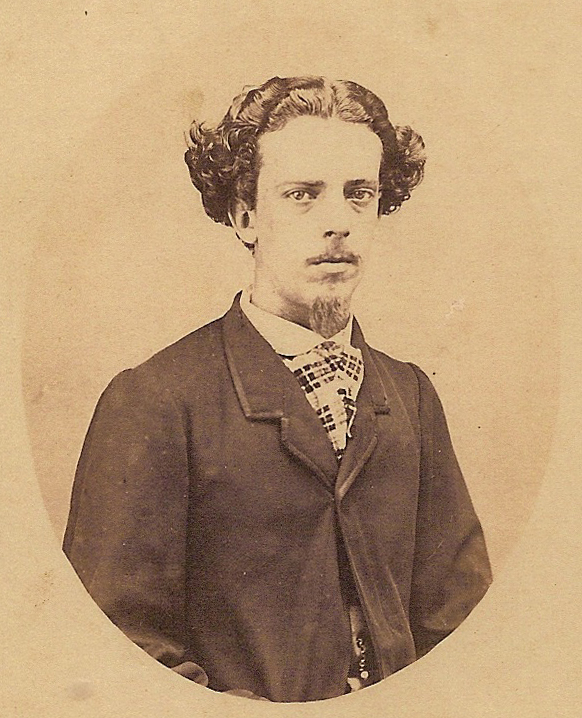
Miguel José de Almeida Pernambuco, presidente do Pará, bacharel em 1860.

Miguel José de Almeida Pernambuco (Pernambuco, 12 de setembro de 1839 – Rio de Janeiro, 23 de junho de 1898) foi um político brasileiro formado pela Faculdade de Direito de Recife em 1860.
Foi filiado ao Partido Conservador no Império, atuando em diversos cargos no estado de Pernambuco, além de presidente da província do Pará, nomeado por carta imperial de 24 de março de 1888, atuando de 6 de maio de 1888 até 18 de maio de 1889.